# جنگل ابر (رمان)
جنگل ابر کتابی از سیامک گلشیری است که در سال ۱۳۹۲ از سوی نشر افق منتشر شد.
در سال ۱۳۹۳ خورشیدی (۲۰۱۴ میلادی) در فهرست کلاغ سفید قرار گرفت.

## معرفی
«جنگل ابر» جلد چهارم از مجموعهٔ خون‌آشام‌هاست که در نمایشگاه کتاب سال ۱۳۹۲ برای نخستین‌بار منتشر و عرضه شد. ز این مجموعه پیش از این سه جلد با عنوان‌های «تهران، کوچهٔ اشباح»، «ملاقات با خون‌آشام» و «شبح مرگ» منتشر شده که رمان «جنگل ابر» جلد چهارم این مجموعه است. در مجموعهٔ خون‌آشام‌ها راوی داستان با نام سیامک گلشیری با خون‌آشامی ملاقات می‌کند. به زندگی آن‌ها علاقه‌مند می‌شود و بعد از جستجوهای فراوان در بخش چهارم با زنی سالخورده مواجه می‌شود که این زن به او تاریخچه خون‌آشام‌ها را می‌گوید. ماجراهای رمان جنگل ابر، در سال‌های دهه پنجاه خورشیدی رخ می‌دهد. داستان به گذشته برمی‌گردد و با یادآوری گذشته، تاریخچه خون‌آشام‌ها مرور می‌شود.
خلاصه داستان
نویسنده که با اشکان اربابی در یک نمایشگاه نقاشی در شمال تهران قرار گذاشته، به جای او به دختر جوانی برمی‌خورد که نویسنده را برای رسیدن به اطلاعاتی که دنبالش است، به خانه‌ای می‌برد که خواهر مهشید، مهتاب، که حالا پیر شده، در آن زندگی می‌کند. مهتاب تعریف می‌کند که چهل سال پیش پس از ماجرای عشقی بی‌سرانجامش و خودکشی ناموفقی، به همراه خانواده‌اش، برای فراموش کردن عشق، به سفری در شاهرود می‌رود. درآنجا روزی در جنگل ابر به خاطر بدی آب و هوا به غار مخوفی پناه می‌برند. شب که مهتاب بعد از خواب کوتاهی، متوجه می‌شود موجود ترسناکی به سراغ خانواده‌اش آمده، هر طور شده از آنجا می‌گریزد و چند ماه بعد، پس از گذارند دورانی در بیمارستان، به تهران برمی‌گردد. در آنجاست که پی می‌برد خواهرش و خانواده‌اش تبدیل به خون‌آشام شدند.

## جوایز
رمان جنگل ابر در سال ۱۳۹۳ خورشیدی (۲۰۱۴ میلادی) در فهرست فهرست کلاغ سفید کتابخانه بین‌المللی مونیخ قرار گرفته‌است. سیامک گلشیری نویسنده اثر با استقبال از این رویداد برای رمان فارسی معتقد است؛ این دست اتفاق‌ها به ترجمه و عرضه گسترده ادبیات داستانی ایران به بازار جهانی منجر نمی‌شود. او معتقد است که ما نویسندگان ایرانی که نه آژانسی آن‌طرف داریم که کارهای‌مان را انتخاب و ترجمه کنند و نه کپی‌رایت را رعایت می‌کنیم، انتخاب این رمان‌ها خبر نسبتاً خوبی است، هرچند بعید می‌دانم، به سبب نداشتن پشتوانه محکم، این موضوع راه را برای بازکردن پای این آثار به خارج از مرزها هموار کند.